# Langbett

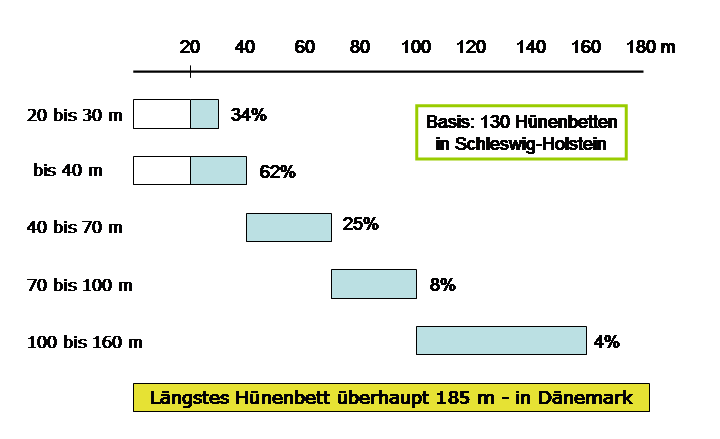
Längenschema Schleswig-Holsteiner Hünenbetten

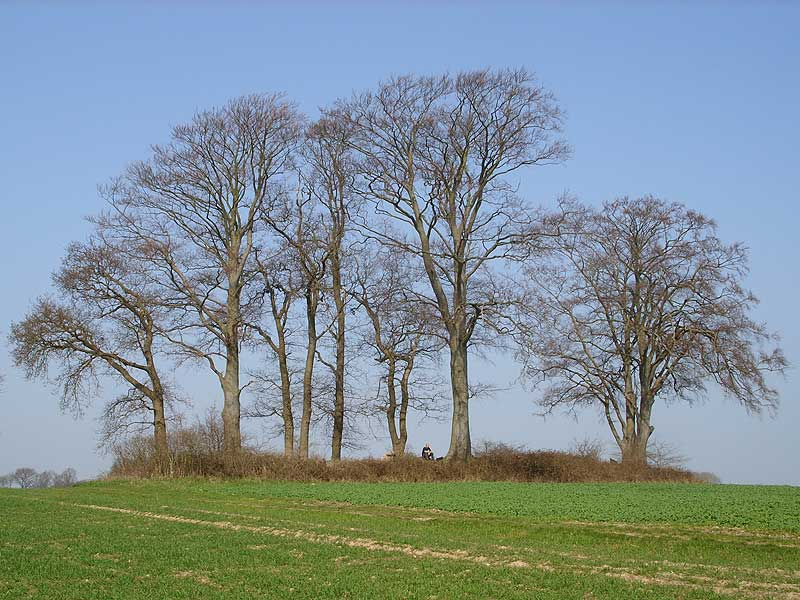
Langbett bei Birkenmoor

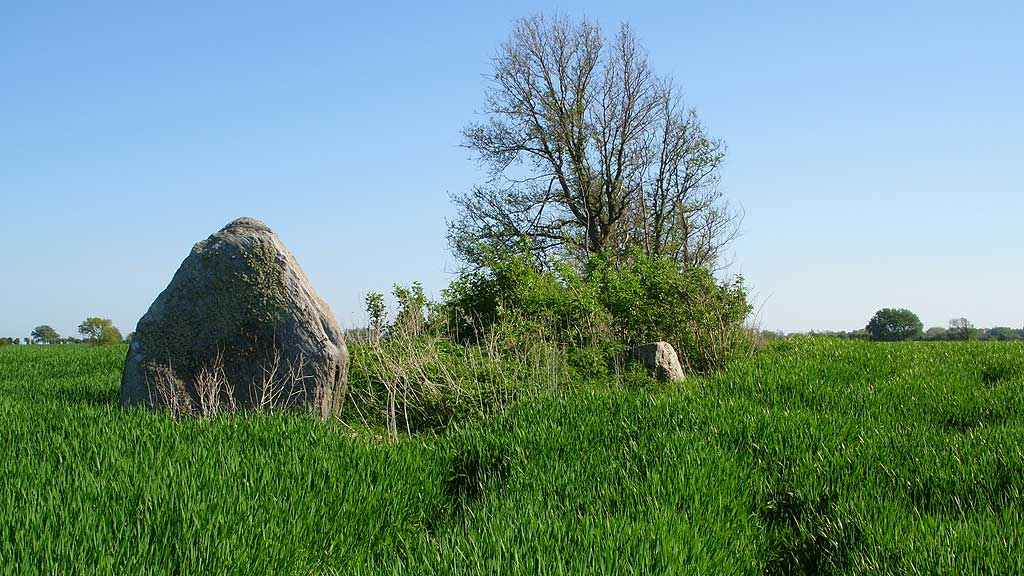
Langbett Krausort

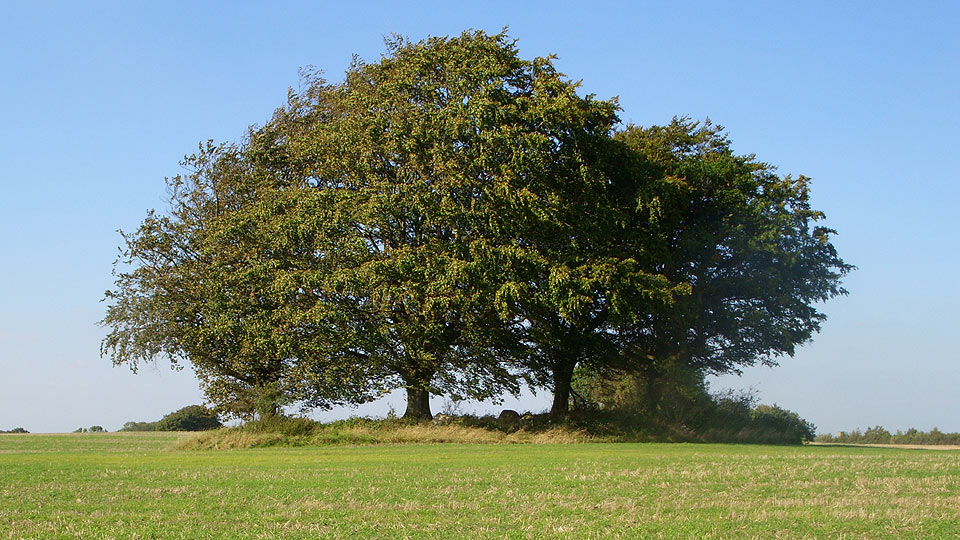
Langbett bei Rothensande

Ein Langbett oder Hünenbett (englisch long barrow oder long cairn, niederländisch hunebed; schwedisch långdös; dänisch langdysse) ist eine steinzeitliche Grabstätte in Form eines rechteckigen oder trapezförmigen Hügels, der intakt mit einer Randsteinkette umgeben ist. Randsteine trapezoider Langbetten sind üblicherweise in der Höhe abgestuft. Der Hügel kann eine megalithische Kammer enthalten oder „(stein)kammerlos“ sein. Ausgrabungen zeigen, dass „kammerlose“ Langbetten meist eine hölzerne Kammer enthielten. Langbetten stammen aus dem späten Neolithikum Nordeuropas und Skandinaviens bzw. dem zeitgleichen Frühneolithikum der Britischen Inseln.
Langbetten sind neben Rundhügeln und wenigen anderen Formen im gesamten Verbreitungsgebiet der nordischen Megalitharchitektur anzutreffen. Sie sind zwischen etwa 20 und mehr als 180 Meter lang. Sie sind von Anlagen vom Typ Konens Høj oder vom Niedźwiedź-Typ abzugrenzen.
Die ältesten Langhügel weisen Brandgräber auf und sind ohne Steinkammer errichtet. Spätere Dolmen haben Steinkammern. Es sind Reste eines verbrannten Bretterdaches vorhanden.

## Bekannte Langbetten
Bekannte Beispiele aus Schleswig-Holstein sind:
- Birkenmoor
- Harrislee
- Krausort
- Langenrehm
- Rothensande
- Ruserberg
- Tinnum
- Waabs-Karlsminde

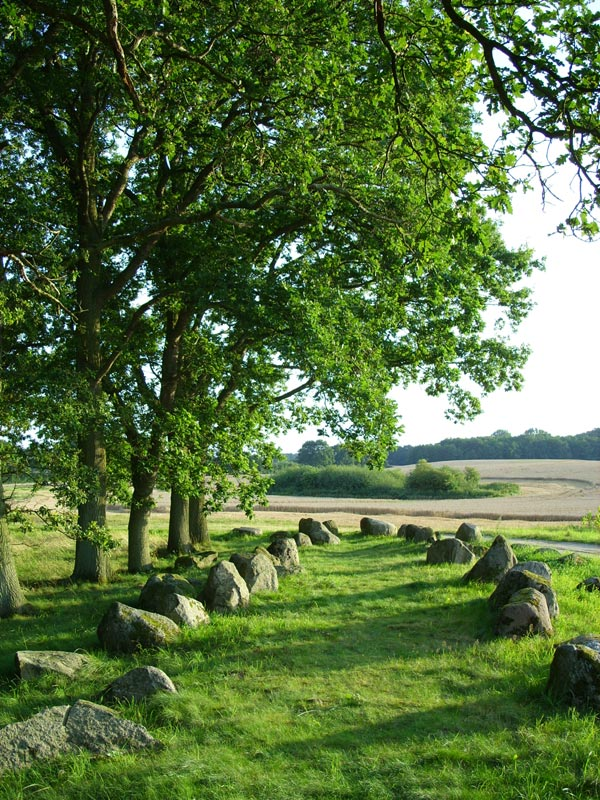
Langbett auf dem Ruserberg
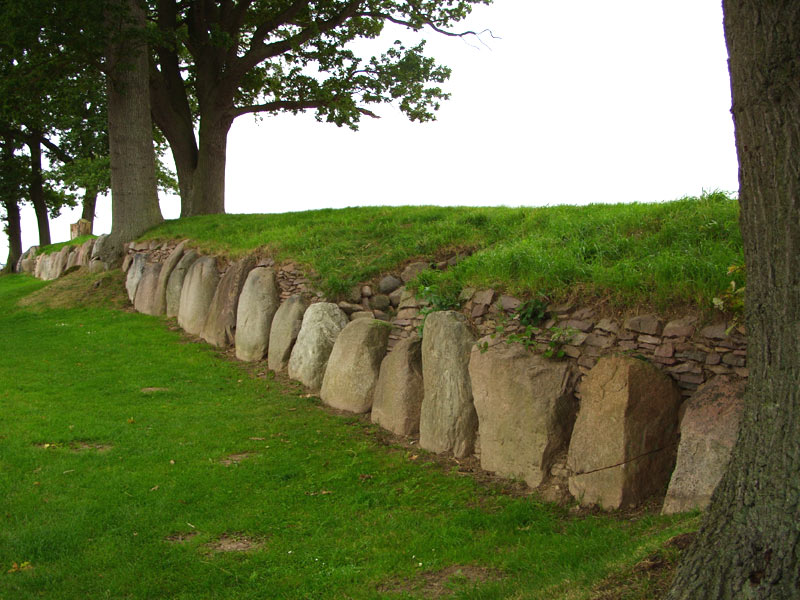
Hünenbett von Waabs-Karlsminde

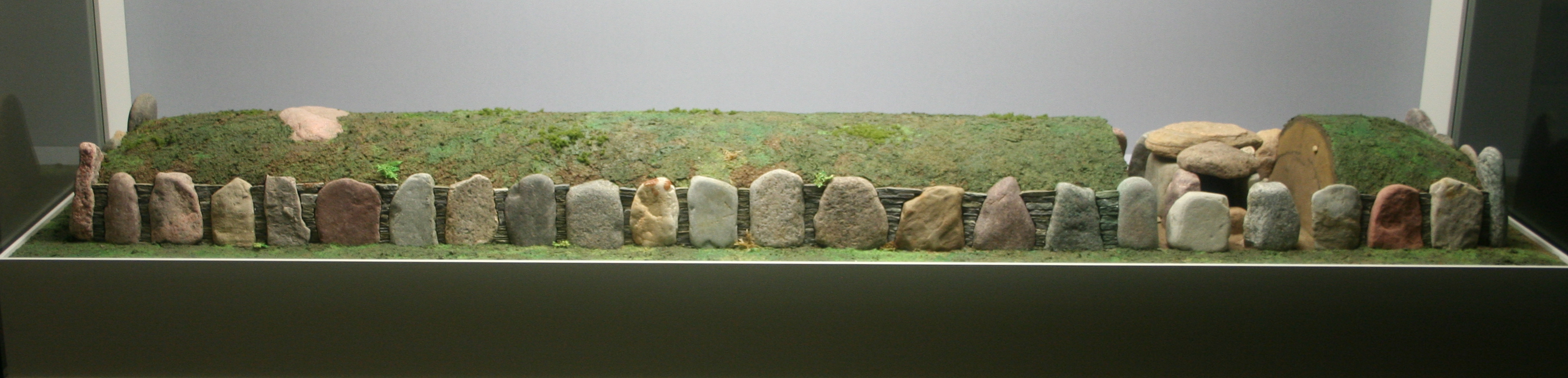
Hünenbettmodell Schloss Gottorf